# Michigan-tó

A tó elhelyezkedése a Nagy-tavak rendszerében (sötétkék)

A Michigan-tó édesvizű, az észak-amerikai Nagy-tavak tórendszer harmadik és a világ ötödik legnagyobb kiterjedésű tava, területe teljes egészében az Amerikai Egyesült Államokon belül fekszik. Elnevezése az odzsibva indiánok mishigami (nagy víz) szavából ered, melynek kiejtés utáni angol leírása „Michigan”.

## Földrajza
Az utolsó jégkorszak során, mintegy 10 000 évvel ezelőtt a területet borító jégtakaró elolvadt, az így keletkező víz pedig feltöltötte a Michigan-tó medrét. Elhelyezkedése 43°30' É és 87°30' Ny.
A Nagy-tavak egyetlen olyan tagja, mely teljes egészében az Amerikai Egyesült Államok határain belül fekszik, területén négy állam, Indiana, Michigan, Wisconsin és Illinois osztozik.
A Mackinac-szoros révén kapcsolódik a többi tóhoz. Előfordul, hogy (mivel gyakorlatilag közös vízfelülettel rendelkeznek) a Huron-tóval együtt Michigan-Huron-tónak is nevezik.

### Adatai
- Felülete: 57 750 km²
- Hosszúsága: 494 km
- Szélessége: 190 km
- Tópart hossza: 2633 km
- Átlagos mélysége: 85 méter
- Legnagyobb mélysége: 282 méter
- Vízmennyisége: 4918 km³
- Hőmérséklete: Átlagosan 13 és 21 °C között ingadozik

## Fontosabb városok

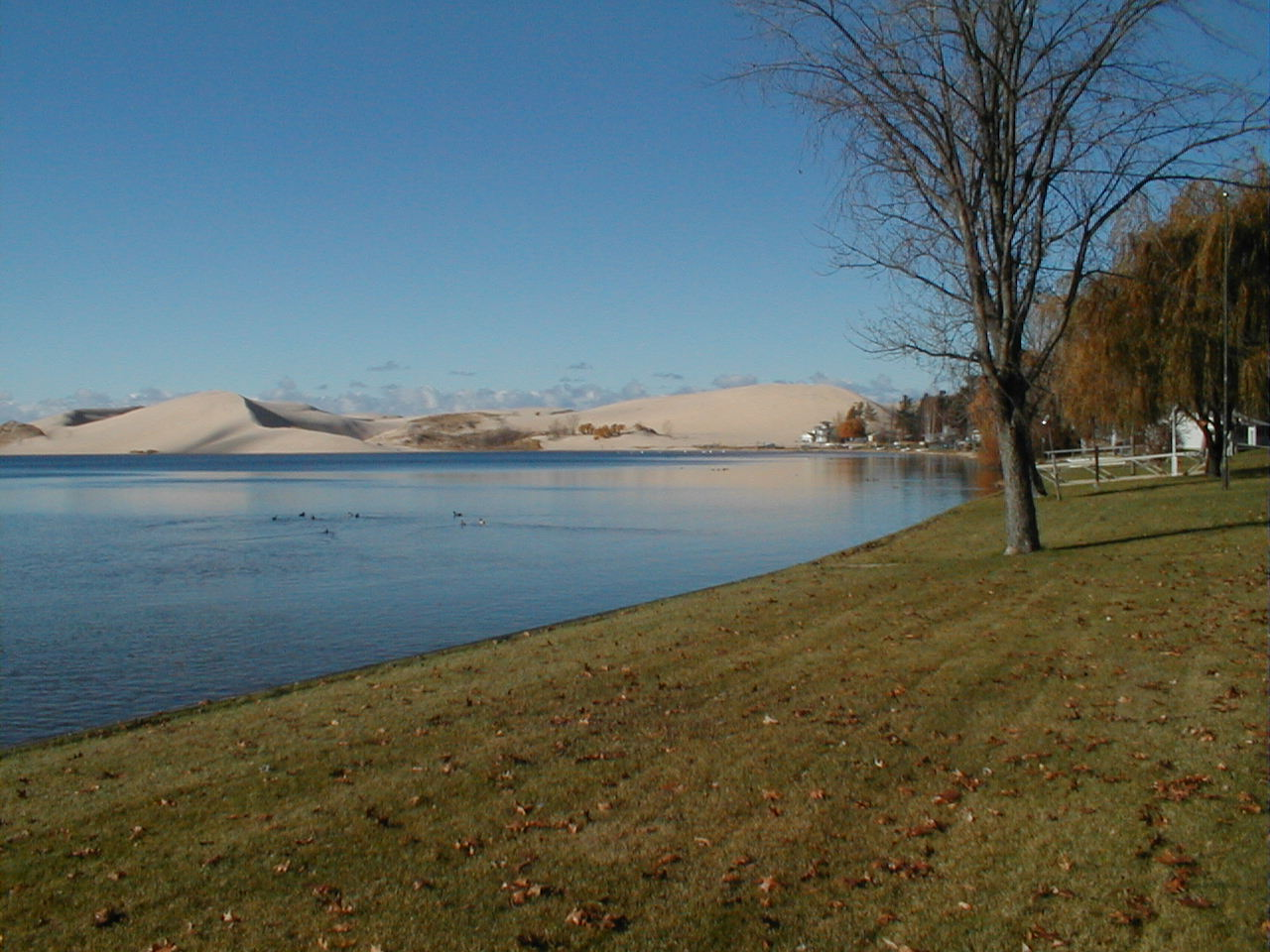
Tópart, háttérben az Indiana Dunes National Lakeshore (nemzeti park) homokdűnéi

A Michigan-tó partján körülbelül 12 millió ember él, sok észak-michigani kisváros a gyönyörű környezet és a kellemes hangulat miatt a turizmusból él, mint pihenő- és üdülőközpont. Ezek az üdülővárosok nagy szezonális lakossággal rendelkeznek, elsősorban Chicagóból és Detroitból érkeznek ide látogatók, illetve vesznek itt nyaralót a pihenni vágyók. 
A legjelentősebb városok a tó körül, államonként (30 000 lakos felett):
| Illinois - Chicago - Evanston - Highland Park - North Chicago - Waukegan |  | Indiana - East Chicago - Gary - Hammond - Indianapolis - Michigan City - Portage |  | Michigan - Detroit - Holland - Muskegon |  | Wisconsin - Racine - Sheboygan - Green Bay - Kenosha - Manitowoc - Milwaukee |

## A tópart

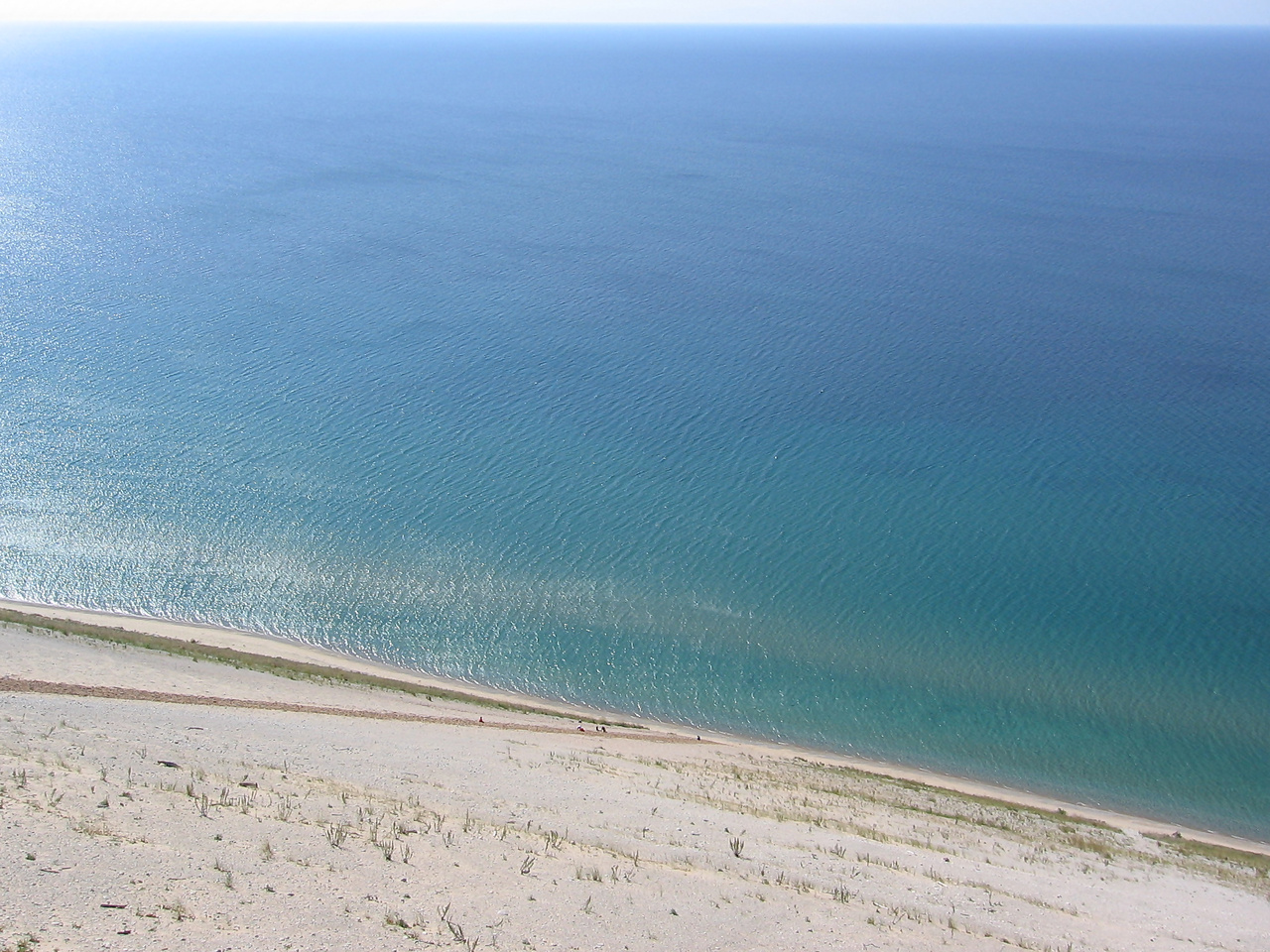
Látkép a Sleeping Bear Dunes tetejéről, a homokdűnén felfelé kapaszkodó emberekkel

A nyugati és a legészakibb partjai sziklásak, míg a déliek és a keletiek homokkal borítottak, nem egy helyen homokdűnék is szép számban fordulnak elő. Chicago környékén a strandokat mesterségesen töltik fel homokkal, mivel innen a szél a tóba hordja azt. Az északi part mentén található a világ egyetlen olyan pontja, ahol fosszilis korallokból kialakult úgynevezett Petoskey köveket lehet találni, ez egyben Michigan állam nemzeti köve is.
A part menti strandok az egész tó körül általában, de a különösen Michigan és Illinois állambeliek szépségükről ismertek. A homok lágy, bézs színű, magas kvarc tartalma miatt kellemes, lágy hang hallható, szinte „énekel”, ha az ember sétál rajta. A helyiek ezért tréfásan „singing sands”-nek (éneklő homoknak) nevezik. A tó vize általában tiszta és hideg, késő nyáron is csak ritkán megy 23 °C fölé. 

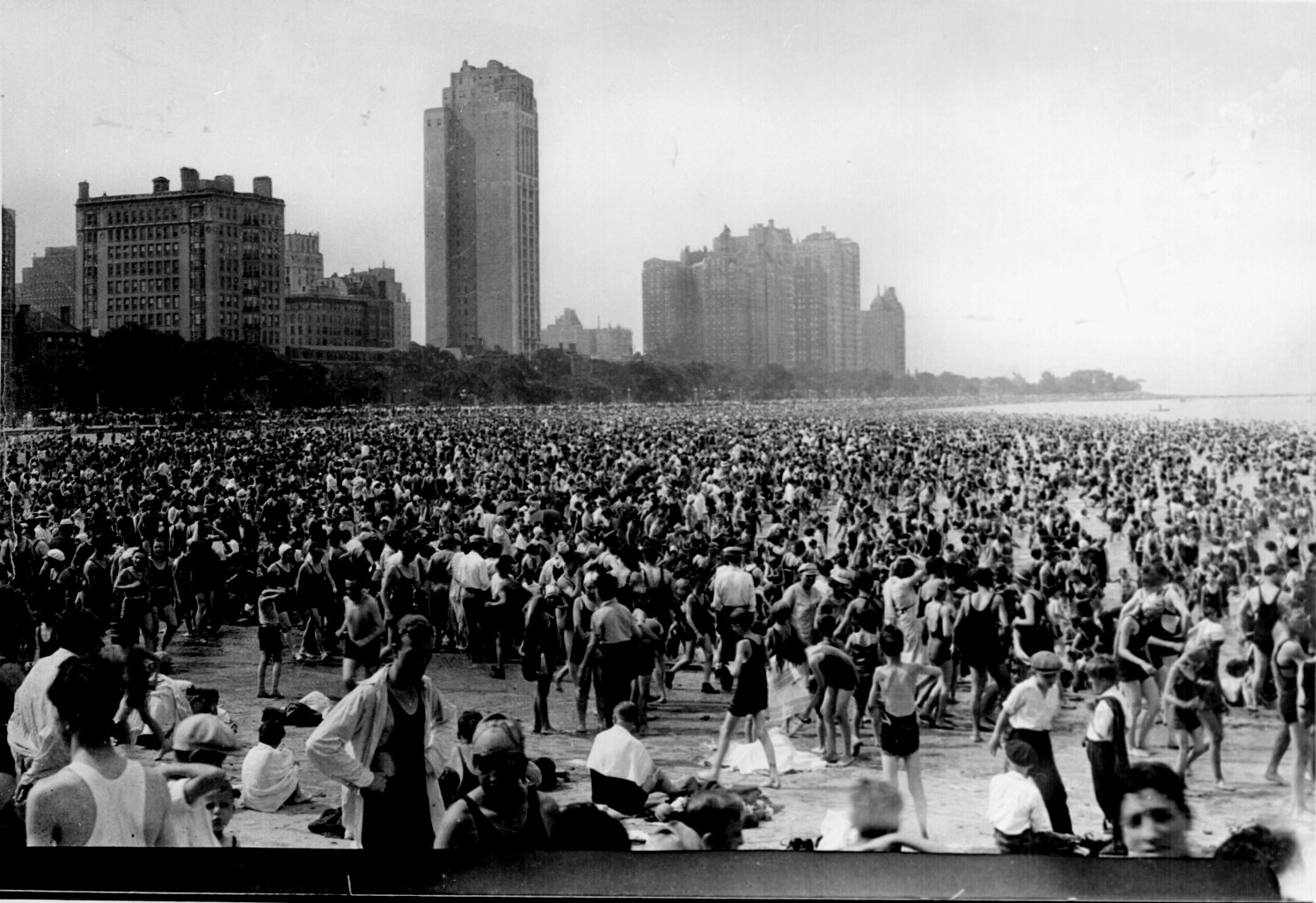
Tömeg a chicagói strandon 1925-ben

## Környezet
A tavon hatalmas hajóforgalom zajlik, mivel a Szent Lőrinc-víziút, illetve a Nagy Tavak csatornarendszerének kiépítésével és átadásával (1959) az óceánjáró hajók a Michigan-tóra is felhajózhatnak. Ennek hátulütője, hogy súlyosan szennyezik a környezetet és komoly károkat okoznak a helyi élővilágában.
A partmenti települések acélgyárai a hatalmas károsanyag-kibocsátásuk miatt egyre láthatóbban megváltoztatják a naplementék színét. Éjszakánként Chicago fényeit szinte a teljes Indiana állambeli partvonalon lehet látni.